# Bellonella epedana
Bellonella epedana is een zachte koraalsoort uit de familie Alcyoniidae. De koraalsoort komt uit het geslacht Bellonella. Bellonella epedana werd in 1988 voor het eerst wetenschappelijk beschreven door Verseveldt & Bayer. 